# Australia na Zimowych Igrzyskach Olimpijskich 1980
Australię na Zimowych Igrzyskach Olimpijskich 1980 reprezentowało 9 sportowców. Chorążym ekipy był Rob McIntyre. Był to dziewiąty start reprezentacji Australii na zimowych igrzyskach olimpijskich.

## Skład kadry

### Narciarstwo alpejskie
Mężczyźni
| Zawodnik     | Konkurencja   | Finał        | Finał        | Finał        | Finał        | Finał        | Finał        |
| Zawodnik     | Konkurencja   | 1. zjazd     | Miejsce      | 2. zjazd     | Miejsce      | Suma         | Miejsce      |
| ------------ | ------------- | ------------ | ------------ | ------------ | ------------ | ------------ | ------------ |
| Antony Guss  | Zjazd         |              |              |              |              | 1:50,22      | 26           |
| Antony Guss  | Slalom gigant | 1:29,26      | 47           | 1:29,53      | 39           | 2:58,79      | 41           |
| Antony Guss  | Slalom        | 1:04,45      | 35           | 1:00,65      | 31           | 2:05,10      | 32           |
| Rob McIntyre | Slalom gigant | 1:28,09      | 44           | 1:29,30      | 38           | 2:57,39      | 38           |
| Rob McIntyre | Slalom        | Nie ukończył | Nie ukończył | Nie ukończył | Nie ukończył | Nie ukończył | Nie ukończył |

Kobiety
| Zawodniczka     | Konkurencja   | Finał         | Finał         | Finał         | Finał         | Finał         | Finał         |
| Zawodniczka     | Konkurencja   | 1. zjazd      | Miejsce       | 2. zjazd      | Miejsce       | Suma          | Miejsce       |
| --------------- | ------------- | ------------- | ------------- | ------------- | ------------- | ------------- | ------------- |
| Jenny Altermatt | Slalom gigant | 1:22,09       | 33            | 1:36,48       | 30            | 2:58,57       | 28            |
| Jenny Altermatt | Slalom        | Nie ukończyła | Nie ukończyła | Nie ukończyła | Nie ukończyła | Nie ukończyła | Nie ukończyła |
| Jacqui Cowderoy | Slalom gigant | 1:24,90       | 37            | Nie ukończyła | Nie ukończyła | Nie ukończyła | Nie ukończyła |
| Jacqui Cowderoy | Slalom        | 49,91         | 23            | 49,78         | 17            | 1:39,69       | 17            |

### Biegi narciarskie
Kobiety
| Zawodniczka    | Konkurencja                     | Wyścig   | Wyścig  |
| Zawodniczka    | Konkurencja                     | Czas     | Miejsce |
| -------------- | ------------------------------- | -------- | ------- |
| Colleen Bolton | Bieg na 5 km stylem klasycznym  | 17:22,68 | 36      |
| Colleen Bolton | Bieg na 10 km stylem klasycznym | 33:56,32 | 35      |

### Łyżwiarstwo figurowe
Miks
| Zawodnicy                   | Konkurencja   | CF/CD | SP/OD | FS/FD | Suma   | Suma   | Suma    |
| Zawodnicy                   | Konkurencja   | CF/CD | SP/OD | FS/FD | Liczby | Punkty | Miejsce |
| --------------------------- | ------------- | ----- | ----- | ----- | ------ | ------ | ------- |
| Elizabeth Cain i Peter Cain | Pary sportowe |       | 10    | 11    | 98,0   | 121,30 | 11      |

### Łyżwiarstwo szybkie
Mężczyźni
| Zawodnik      | Konkurencja      | Finał    | Finał   |
| Zawodnik      | Konkurencja      | Czas     | Miejsce |
| ------------- | ---------------- | -------- | ------- |
| Mike Richmond | Bieg na 500 m    | 41,22    | 32      |
| Mike Richmond | Bieg na 1000 m   | 1:23,30  | 34      |
| Mike Richmond | Bieg na 1500 m   | 2:13,40  | 32      |
| Colin Coates  | Bieg na 1000 m   | 1:21,68  | 29      |
| Colin Coates  | Bieg na 5000 m   | 7:27,25  | 19      |
| Colin Coates  | Bieg na 10 000 m | 15:28,30 | 18      |